# Hagenomyia posterior
Hagenomyia posterior är en insektsart som först beskrevs av Navás 1931.  Hagenomyia posterior ingår i släktet Hagenomyia och familjen myrlejonsländor. Inga underarter finns listade i Catalogue of Life.